# Johannes VI. Wittig
Johannes VI. Wittig – andere Schreibweise Widdig – († 10. Oktober 1667 in Metternich) war ein deutscher römisch-katholischer Geistlicher und der 38. Abt der Abtei Marienstatt. Sein Abbatiat ging von 1636 bis 1658.

## Leben und Wirken
Das Geburtsdatum ist nicht bekannt. Er war Professe des Mutterklosters Heisterbach und wurde am 12. August 1636 in Marienstatt zum Abt gewählt. Die Benedizierung fand am 27. Januar 1637 vom Kölner Weihbischof Gutmann statt. Die Marienstatter Tafeln sprechen allerdings vom Wahljahr 1638.
Sein Abbatiat war geprägt von den Wirren des Dreißigjährigen Krieges: Das Kloster stand 1633 davor, aufgelöst zu werden: Die Abtei war zum schwedischen Krongut erklärt worden – Plünderungen und Verwüstungen folgten. Die Mehrheit der Mönche floh – einzig Abt Wittig blieb mit einem weiteren Mitbruder und zwei Novizen im Kloster.

„Durch die Plünderungen und Verwüstungen war die wirtschaftliche Leistungsfähigkeit der Abtei so stark eingeschränkt, dass sogar der Gottesdienst nicht mehr durchgeführt werden konnte. Abt Johann verpfändete oder verkaufte in den Jahren 1638 bis 1655 zahlreiche Klostergüter (u. a. verkaufte er 1653 den Klosterhof in Andernach). Mit den hohen Schulden hatte noch sein Nachfolger Johannes VII. Kaspar Pflüger zu kämpfen.“

Die wirtschaftlichen wie die allgemeinen Umstände ließen Abt Johann am 12. August 1658 resignieren. Er verließ Marienstatt und zog in den Klosterhof Rhein-Metterich (Metternich). Dort starb er am 10. Oktober 1667 an der in Koblenz grassierenden Pest. In der Pfarrkirche des Klosterhofs wurde er auch begraben.